# Storia degli ebrei in Croazia
Gli ebrei in Croazia hanno una presenza organizzata nelle zone costiere dal XIV sec. e nel resto del paese dal XVIII secolo ai giorni nostri, anche se ci sono tracce di insediamenti ebraici già in epoca romana e medievale. La comunità ebbe nel primo Novecento il suo periodo di massimo sviluppo ed importanza e fu quindi duramente colpita dall'Olocausto e dalle politiche ateiste del regime comunista della Jugoslavia. Un tempo forte di oltre 25.000 unità, essa conta oggi circa 1700 persone.

## Storia
Gli scavi archeologici a Osijek mostrano una sinagoga e lapidi funerarie a Salona risalenti al II-IV sec. d.C ma gli scarsi documenti poco ci dicono sulla presenza degli ebrei nella regione in epoca romana. Nel XIII-XIV secolo comunità ebraiche si trovavano con certezza a Zagabria e a Sava in grado di governare se stesse sotto l'autorità di un Magistratus Judaeorum. Nel XV secolo tuttavia gli ebrei furono oggetto di espulsioni, a eccezione delle città costiere della Dalmazia (Fiume, Spalato e Ragusa) che si trovavano sotto il controllo di Venezia. Le fonti lì attestano una presenza ebraica ininterrotta sin dal XIV secolo ad oggi, rafforzata dopo il 1492 dall'arrivo di profughi dalla Spagna. A Ragusa (l'odierna Dubrovnik) troviamo la più antica sinagoga oggi esistente in Croazia, costruita nel XVI secolo. Nel resto della Croazia bisognerà invece attendere il XVIII secolo per una rinascita di comunità organizzate.
È infatti solo nel 1753 che fu concesso nuovamente a gruppi di mercanti ebrei di ristabilirsi nelle regioni interne della Croazia. Nel 1783 l'Imperatore Giuseppe II d'Austria emanò i primi editti di tolleranza e garantì nel 1791 il diritto residenza agli ebrei nella regione. La popolazione ebraica cominciò a crescere esponenzialmente nell'Ottocento raggiungendo le 20.000 unità. Dal 1840 al 1873 una serie di decreti portarono gradualmente alla concessione della piena cittadinanza agli ebrei. Si costruirono le prime grandi sinagoghe monumentali; quella di Zagabria fu inaugurata nel 1867.
La popolazione ebraica continuò la sua crescita nel primo Novecento e così crebbe anche l'importanze sociale, politica ed economica degli ebrei nella regione. La Croazia contava oltre 20 comunità, le più grande delle quali era a Zagabria e Osijek con 3000 membri ciascuna.
Dopo la prima guerra mondiale la Croazia si unisce alla Slovenia, alla Serbia, e alla Bosnia-Erzegovina a formare il Regno di Jugoslavia. La comunità di Zagabria è la più grande del Regno con 11.000 membri. Il nuovo regno non ebbe un atteggiamento egualmente favorevole verso gli ebrei e norme restrittive furono emanate finché i decreti regi nel 1926 chiarirono il quadro legislativo delle regole della presenza ebraica, ponendo fine alle discriminazioni.

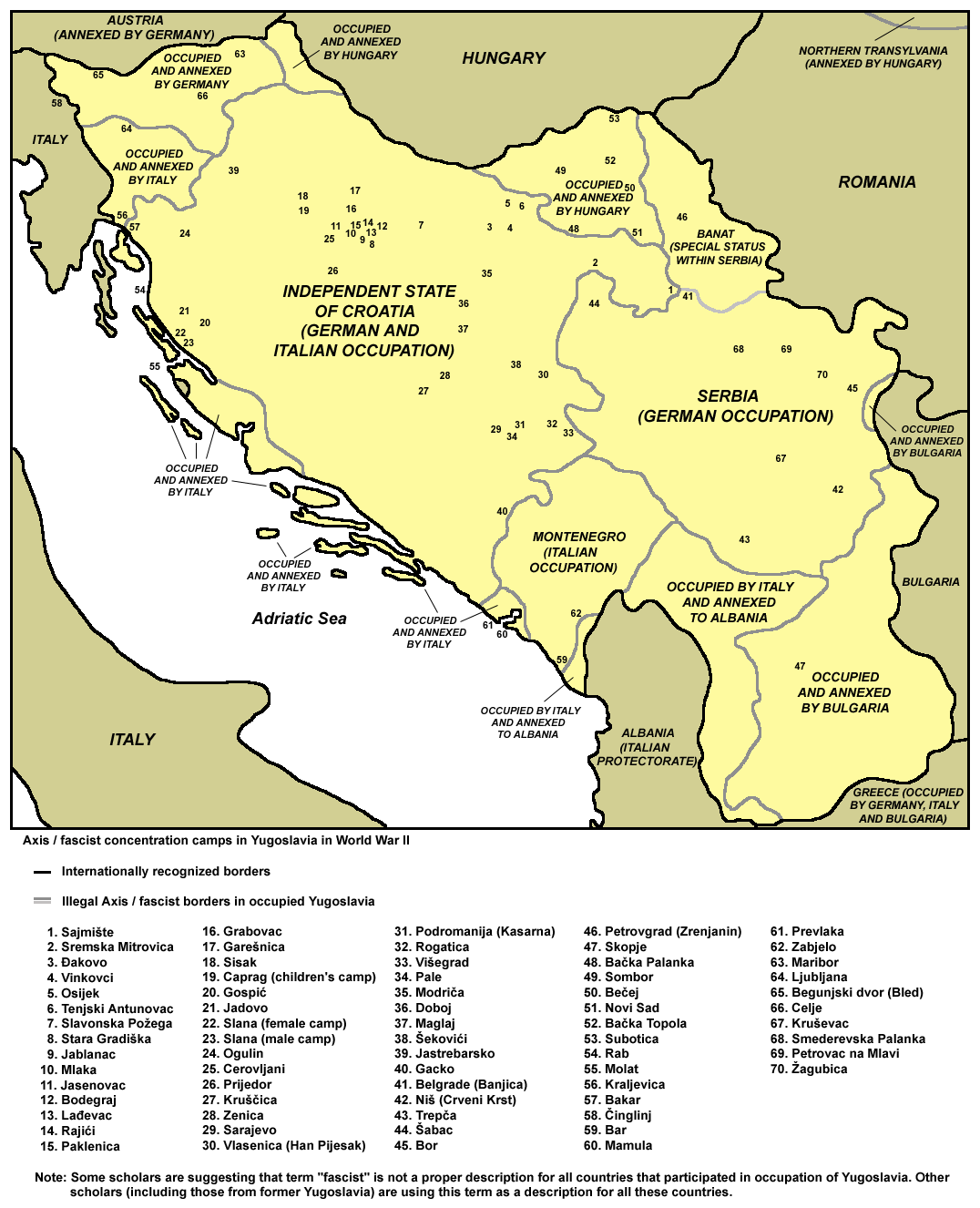
Campi di concentramento in Croazia durante la seconda guerra mondiale

La seconda guerra mondiale cambiò radicalmente la situazione, allorché le forze naziste invasero il regno jugoslavo instaurando in Croazia uno stato fantoccio fascista, il Nezavisna Država Hrvatske (NDH), guidato da Ante Pavelić. Gli Ustascia croati erano fortemente antisemiti e non persero tempo a scatenare brutali persecuzioni contro la popolazione ebraica. Gli ebrei furono rinchiusi in campi di concentramento in condizioni di vita impossibili. Soltanto nel campo di concentramento di Jasenovac perirono almeno 20.000 ebrei, provenienti anche da regioni limitrofe. Le sinagoghe della Croazia vennero sistematicamente distrutte, a cominciare dalla sinagoga grande di Zagabria. Quanti non erano periti furono inviati nei campi di sterminio nazisti nel 1943. Gli ebrei che vivevano nelle zone costiere dell'Istria e della Dalmazia oggi appartenenti alla Croazia ma allora sotto controllo italiano, furono risparmiati dalla deportazione fino all'8 settembre del 1943 e molti poterono mettersi in salvo. Quanti erano rimasti subirono anch'essi la stessa sorte di distruzione e la sinagoga grande di Fiume fu anch'essa incendiata e distrutta. Alla fine della guerra solo 5.000 dei 25.000 ebrei croati (30.000 considerando anche le zone costiere) erano sopravvissuti ai massacri dell'Olocausto.
Nel 1945 la Croazia fu liberata e divenne parte della nuova Repubblica socialista della Jugoslavia. La vita ebraica non poté ricostruirsi liberamente a causa delle politiche ateistiche del regime comunista. Molti preferirono rinunciare alla cittadinanza ed emigrare in Israele.
Con lo scopo di dare rappresentanza legale delle comunità ebraiche e dei loro interessi davanti allo Stato, si formò nel 1945 anche la Federazione delle comunità ebraiche di Jugoslavia, con sede a Belgrado, che nel 1952 organizzò una campagna che porterà alla costruzione di cinque monumenti commemorativi alla vittime ebree del fascismo che furono collocate nei cinque centri maggiori della Jugoslavia: Belgrado, Zagabria, Sarajevo, Novi Sad e Đakovo.
Nel 1991 con il collasso della Federazione Jugoslavia l'intera regione fu travolta dalla guerra tra croati e serbi; ognuna delle parti accusò l'altra di pratiche antisemite.
Con la Dichiarazione d'indipendenza della Croazia nel 1992 nacque anche il Coordinamento delle comunità ebraiche in Croazia (Koordinacija židovska zajednica Hrvatska). Una delle iniziative più rilevanti e stata la promozione del festival Be-yahad, importante manifestazione cultura a cui partecipano tutte le comunità ebraiche dell'ex-Jugoslavia.
Oggi si stima che circa 1.700 ebrei vivano nello Stato indipendente della Croazia anche se nel censimento del 2001 solo circa 500 cittadini croati si sono dichiarati tali. I sentimenti antisemiti sono ancora molto diffusi tra la popolazione e diffuse sono nel paese teorie negazioniste sull'Olocausto. Il giudizio sul passato del Nezavisna Država Hrvatske (NDH) ancora divide profondamente l'opinione pubblica.
Nel maggio 2008, dopo quattro anni di restauro, è stata riaperta la sinagoga ortodossa di Fiume, costruita nel 1930 e sopravvissuta all'Olocausto. Nel luglio 2013 la comunità di Zagabria ha annunciato il proprio progetto di ricostruire la propria sinagoga distrutta nel 1942.

## Ebrei croati
- Samuel David Alexander
- Mavro Sachs
- Erich Šlomović
- Leo Sternbach
- Ivana Lang
- Milan Sachs